# ヴィミナーレ
ヴィミナーレ（イタリア語: Viminale，ラテン語: Viminalis ウィミナリス）は、ローマの街の元になったローマの七丘の一つ。ヴィミナーレの丘（イタリア語: Colle Viminale，ラテン語: Collis Viminalis ウィミナリスの丘）とも表記される。
北西にクイリナリスの丘、南東にエスクイリヌスの丘がある。
南西方向に舌のように突き出した丘の長さは約700m、面積24ha、標高は50mから57m（かつてはもう少し高かった）である。古代ローマ時代においてローマの七丘の中では最も重要性が低く、重要な公共施設もほとんど建設されなかった。また、主要な道路もこの丘の端をかすめるように通っていた。
現在、20世紀初頭に建てられたヴィミナーレ宮殿（内務省が入居）やローマ歌劇場などのランドマーク的施設がヴィミナーレの丘にある。また、丘の北東端付近には、長距離鉄道のターミナル駅であるテルミニ駅やローマ国立博物館、ディオクレティアヌス浴場跡などがある。

## 古代ローマ時代の地形と位置関係
紀元前31年のローマの地図上に示した、ローマの七丘およびその他の主要地形の名称。都市を囲む黒点線はセルウィウス城壁
初期ローマの七丘
都市ローマ成立前に人が定住したと伝えられる七丘で、オッピウス（オッピオ）、パラティウム（パラティーノの東側）、ウェリア（ヴェーリア）、ファグタル（オッピオの一部）、ケルマルス（パラティーノの西側）、カエリウス（チェリオ）、キスピウスの7つである。
※カッコ内は現代のイタリア語での表記。
ローマの七丘

都市ローマの起源となったローマの七丘は、アウェンティヌス（アヴェンティーノ）、カピトリヌス（カンピドリオ）、カエリウス（チェリオ）、エスクイリヌス（エスクイリーノ）、パラティヌス（パラティーノ）、クイリナリス（クイリナーレ）、ウィミナリス（ヴィミナーレ）の7つである。
※カッコ内は現代のイタリア語での表記。
現代のローマ七丘
アウェンティヌス（アヴェンティーノ）、カピトリヌス（カンピドリオ）、パラティヌス（パラティーノ）、クイリナリス（クイリナーレ）、ホルトゥロルム（ピンチョ）、ヤニクルム（ジャニコロ）、オッピウス（オッピオ）の7つである。
※カッコ内は現代のイタリア語での表記。

## 見どころ

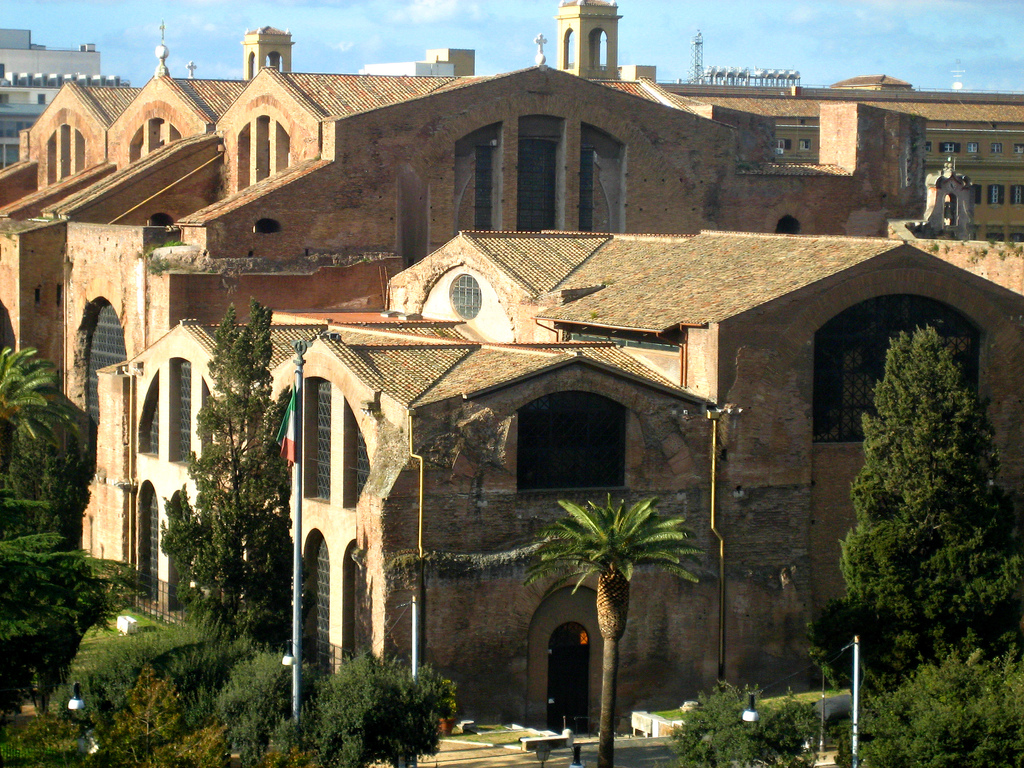
サンタ・マリーア・デッリ・アンジェリ教会
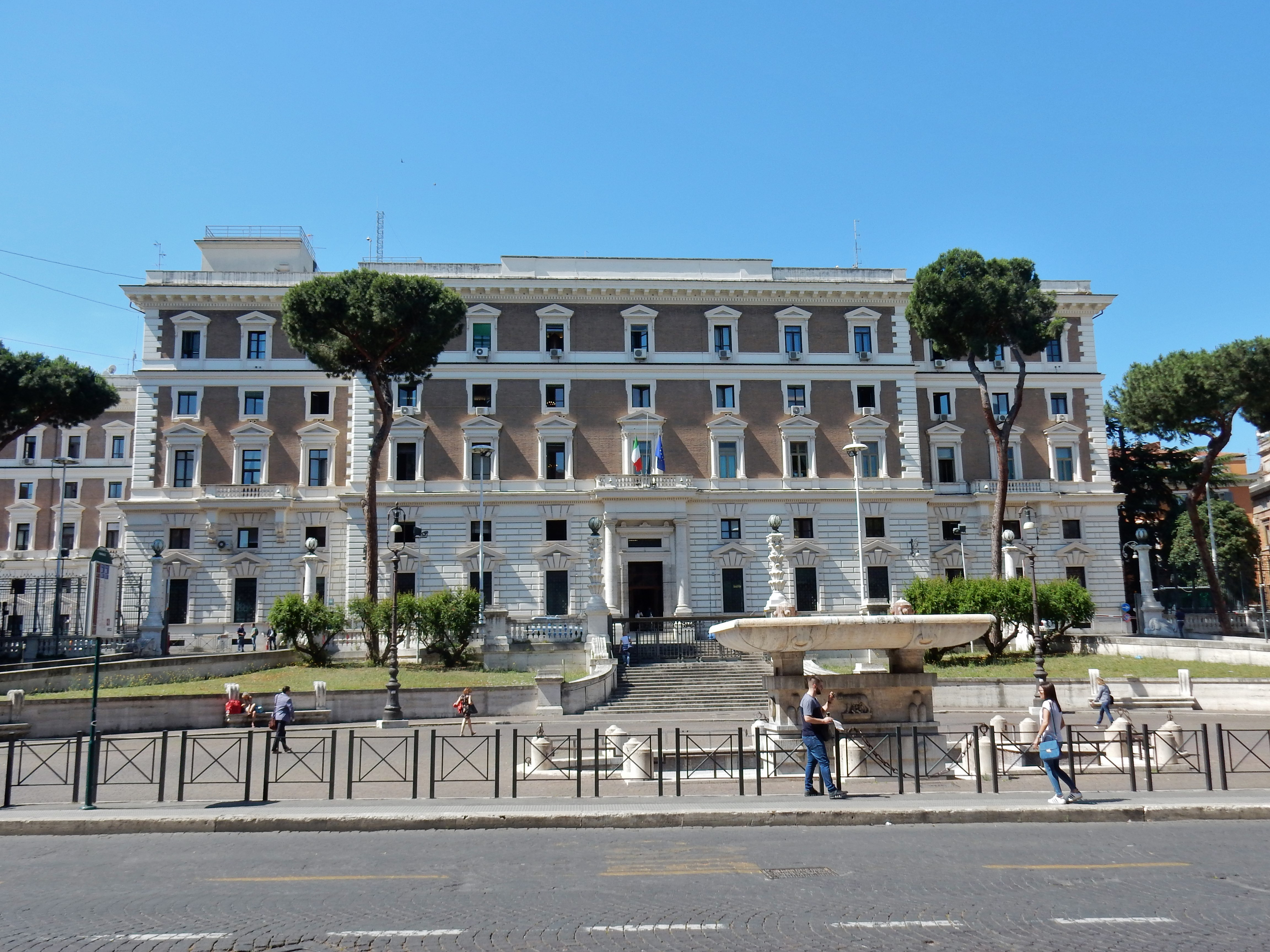
ヴィミナーレ宮殿
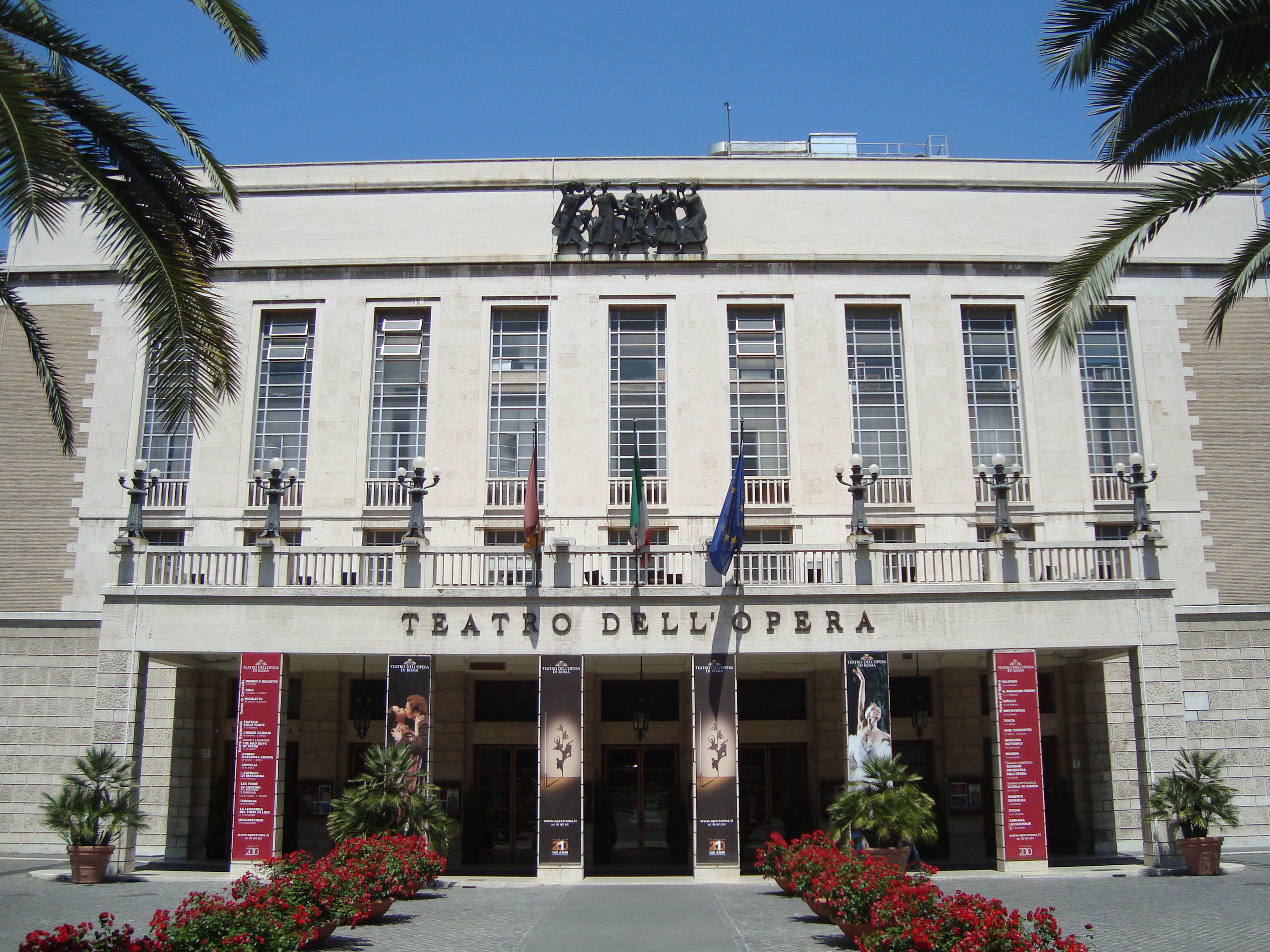
ローマ歌劇場

## アクセス
- イタリア鉄道 ローマ・テルミニ駅
- ローマ地下鉄A線 テルミニ駅、レプッブリカ駅
- ローマ地下鉄B線 テルミニ駅、カヴール駅